# 下近滨海带

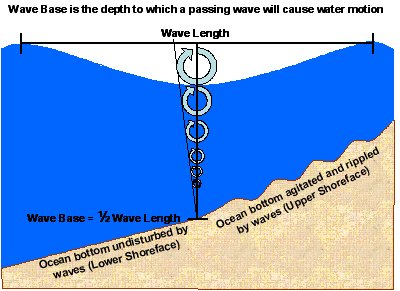
波蚀基面示意圖

下近滨海帶（英語：Lower shoreface)，是指位于平常波蚀基面面之下的海滩地带。

## 流體運動

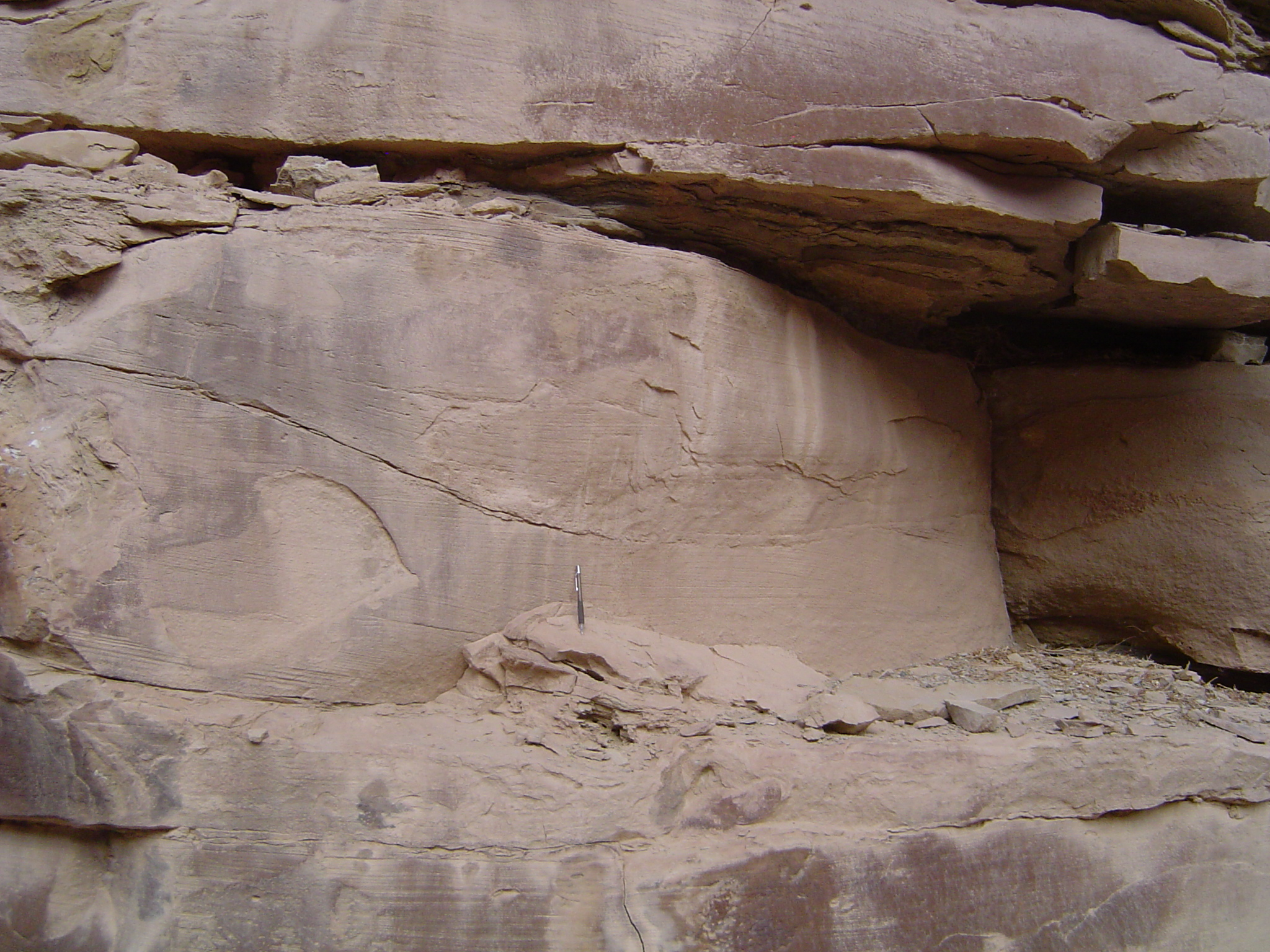
丘狀交錯層理（hummocky cross-stratification） 砂岩沉積構造。地點：猶他州 白堊紀 地層

波蚀基面是波浪通過時引起明顯水分子運動的最大深度。
在這部分沿海海洋環境中，只有風暴期間產生的大波浪才有能力攪動海底。
在風暴之間，較細粒的沉積物會積聚在海底，但在風暴期間，這些沉積物會懸浮並四處移動，從而形成為丘狀交錯層理（hummocky cross-stratification）的沉積結構形式。
近滨相沉積物在近滨的波浪带，能量较高，形成沿岸沙坝，以细砂—中粒[砂岩]]为主，并夹有少量的介壳层，垂向层序从下向上粒度变粗。在较低能量环境，近滨以细砂岩、粉砂岩及泥岩为主，具有浪成沙纹层理。